# Cesare Beltrami

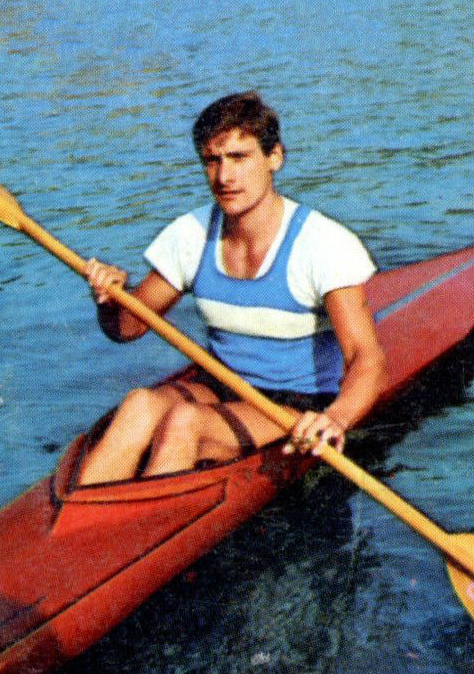
Cesare Beltrami, 1964

Cesare Beltrami (* 27. Dezember 1942 in Cremona) ist ein ehemaliger italienischer Kanute. Er war zweifacher Olympiateilnehmer im Kajak.

## Sportliche Karriere
Cesare Beltrami war im Club Canottieri Leonida Bissolati in Cremona aktiv. Er war Teilnehmer an den Sommerolympiaden 1964 und 1968 über 1000 m Kajak. Beltrami ist außerdem mehrfacher italienischer Meister im Kajak. 